# Kühbach (Gemeinde Zwettl-Niederösterreich)

Lage von Kühbach in Zwettl

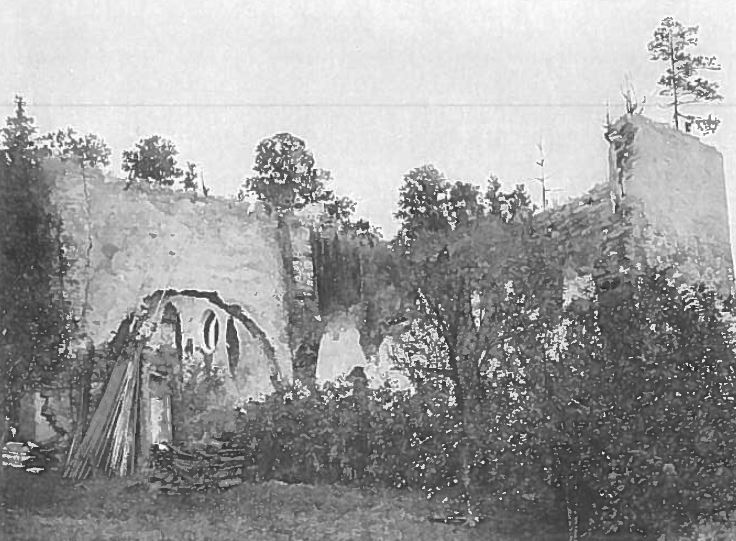
Ruine der Thomaskirche in Kühbach (vor 1911)

Kühbach ist seit dem 1. Jänner 1964 eine Katastralgemeinde von Zwettl-Niederösterreich in Niederösterreich mit einer Grundfläche von 922,54 Hektar. Um den Truppenübungsplatz Döllersheim anlegen zu können, wurden ab 1938 die Bewohner ausgesiedelt.

## Beschreibung und Geschichte
Kühbach war ein Breitangerdorf, das sich im flachen Tal des gleichnamigen Bachs erstreckte. Eine Straße führte nach Allentsteig.
1204 und 1212 scheinen die Brüder Gerhard und Heinrich von Kühbach immer wieder in Urkunden auf. Anlässlich des Verkaufs von drei Lehen und einer Hofstätte durch Gundakar von Starhemberg an Abt Konrad vom Stift Zwettl wurde Kühbach 1263 erstmals urkundlich erwähnt. Eine weitere urkundliche Erwähnung erfolgte im Jahr 1280, als das Stift Lilienfeld ebenfalls an das Stift Zwettl verkaufte. In weiterer Folge kaufte sich das Stift immer mehr in Kühbach ein.
1650 kaufte die Gemeinde Kühbach für den Glockenturm eine Glocke, um sie zum Wetterläuten zu verwenden. Der Turm wurde 1682 um einen Kapellenbau erweitert. 1710 ersuchte die Gemeinde Kühbach das Konsistorium in Passau um die Erteilung der Messlizenz für die Kapelle, die 1711 auch erteilt wurde. Am 28. Oktober 1783 erhob Kaiser Joseph II. die Kapelle zur Pfarrkirche. Der neuen Pfarre teilte er außerdem Söllitz und Niederplöttbach zu. Da diese beiden Dörfer aber bei der Pfarrkirche von Döllersheim verbleiben wollten, wurde die Pfarrerhebung von Kühbach rückgängig gemacht und Kühbach der Pfarre Oberndorf zugeteilt. 1891 wurde die Kapelle ausgebaut.
Die Pfarre Döllersheim führte ab 1652 die Kirchenbücher für Geburten und ab 1654 auch jene für Trauungen und Todesfälle für Kühbach. Ab 1785 übernahm die Pfarre Oberndorf die Führung der Matriken. Mit der Aufhebung der Pfarre Döllersheim wurden die Kirchenbücher der Pfarre Rastenfeld zur Aufbewahrung übergeben, jene der Pfarre Oberndorf der Pfarre Großglobnitz.
Laut Adressbuch von Österreich waren im Jahr 1938 in der Ortsgemeinde Kühbach ein Fahrradhändler, ein Gastwirt, ein Gemischtwarenhändler, zwei Schmiede, ein Schuster, zwei Tischler, ein Viehhändler, ein Wagner und mehrere Landwirte ansässig.
Um den Truppenübungsplatz Döllersheim errichten zu können, wurde der Bevölkerung von Kühbach ursprünglich bis zum 1. Oktober 1939 Zeit gegeben, den aus 76 Häusern bestehenden Ort zu verlassen. Dieser Termin wurde jedoch zweimal bis zum 31. Dezember 1939 verlängert.
Gegenüber der Ortskapelle von Hörmanns steht seit 1940 das Kriegerdenkmal von Oberndorf, auf dem auch die Gefallenen des Ersten Weltkriegs aus Kühbach aufgelistet sind. Auf einer weiteren Steintafel werden die Namen der im Zweiten Weltkrieg gefallenen Hörmannser genannt.
Zu Kühbach gehörten auch die Gföhlersmühle, der Riemerhof und die Siedlung Thomashäusel.

### Gföhlersmühle
Die Gföhlersmühle lag am linken Ufer des Kamp südlich von Kühbach. Der Hof und die zugehörigen Äcker lagen in einer Aufweitung des Kamptals.
Die 1655 erstmals urkundlich erwähnte Gföhlersmühle wurde 1711 vom Stift Zwettl erworben, 1716 verkauft, 1725 wieder zurückgenommen und 1759 abermals verkauft. Die Pfarre Döllersheim führte ab 1652 die Kirchenbücher für Geburten und ab 1654 auch jene für Trauungen und Todesfälle für Flachau. Mit der Aufhebung der Pfarre Döllersheim wurden diese der Pfarre Rastenfeld zur Aufbewahrung übergeben.

### Riemerhof
Der Riemerhof war ein einschichtig am großen Kamp gelegener Bauernhof, der ab 1665 zunächst als Schoberhof und später als Riemerhof in den Urkunden genannt wurde. Der Hof und die zugehörigen Äcker lagen in einer Aufweitung des Kamptals.
Flussabwärts befand sich der Maderhof, flussaufwärts in Richtung Zwettl lag die Gföhlersmühle als nächster Nachbar.

### Thomashäusel
Thomashäusel war eine kleine, nicht näher beschriebene Ansiedlung im Dachsgraben bei der Ruine der Thomaskirche, einer ehemaligen Wallfahrtskirche.